# Élisabeth Eppinger
Élisabeth Eppinger, F.S.R., řeholním jménem Alphonse-Marie (9. září 1814, Niederbronn-les-Bains – 31. července 1867, tamtéž) byla francouzská římskokatolická řeholnice, zakladatelka a členka kongregace Sester Nejsvětějšího Spasitele. Katolická církev ji uctívá jako blahoslavenou.

## Život

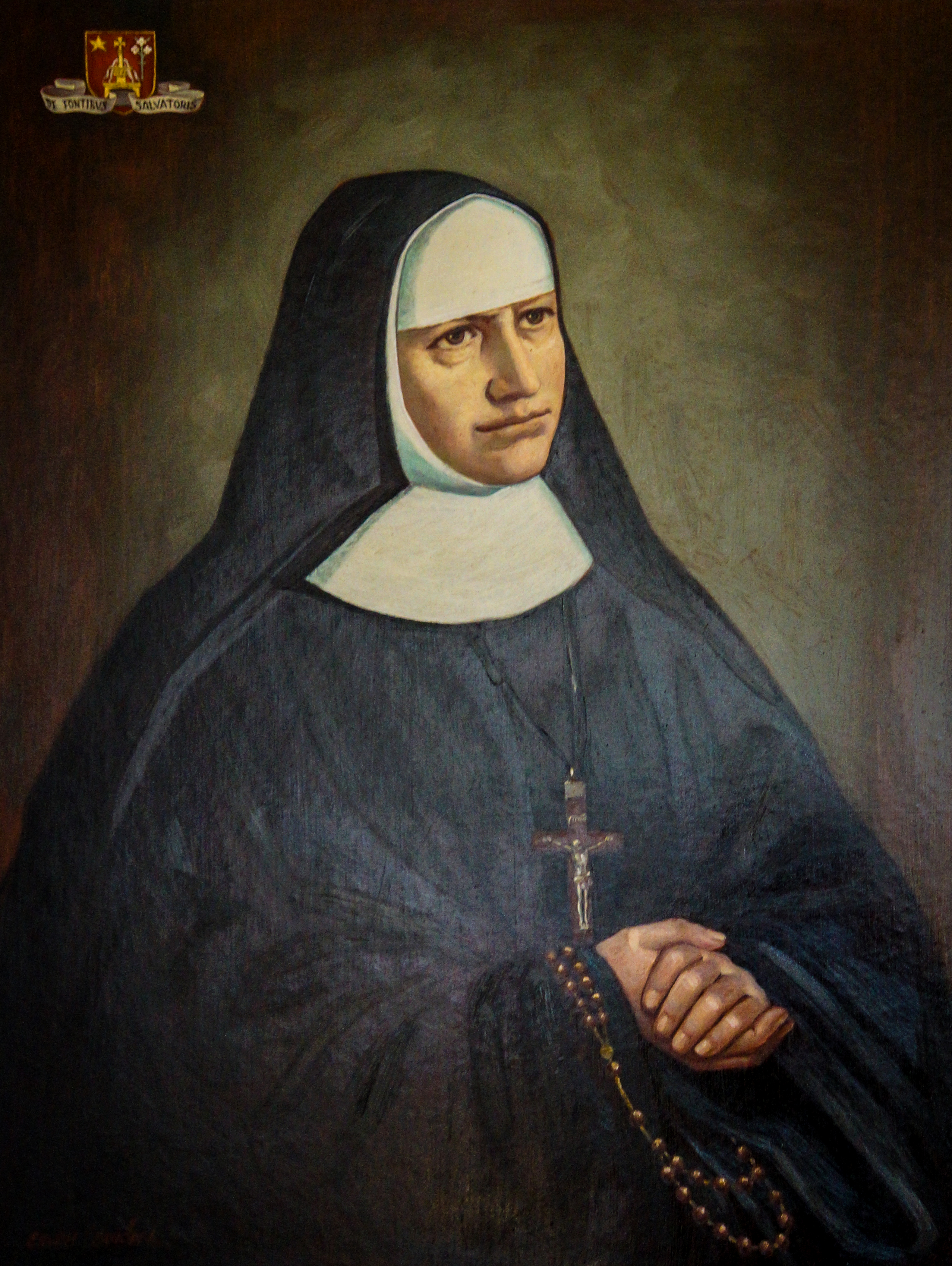
Portrét

Narodila se dne 9. září 1814 ve francouzské obci Niederbronn-les-Bains. Její rodiče pracovali jako farmáři. Již v dětství byla velmi zbožná. Později začala prožívat různá zjevení, při kterých mívala stavy extáze. Při jednom zjevení jí měla být dána vize o založení nové ženské řeholní kongregace. Dozvěděl se o tom i místní biskup, který se s ní v červenci roku 1848 setkal a osobně s ní pohovořil.

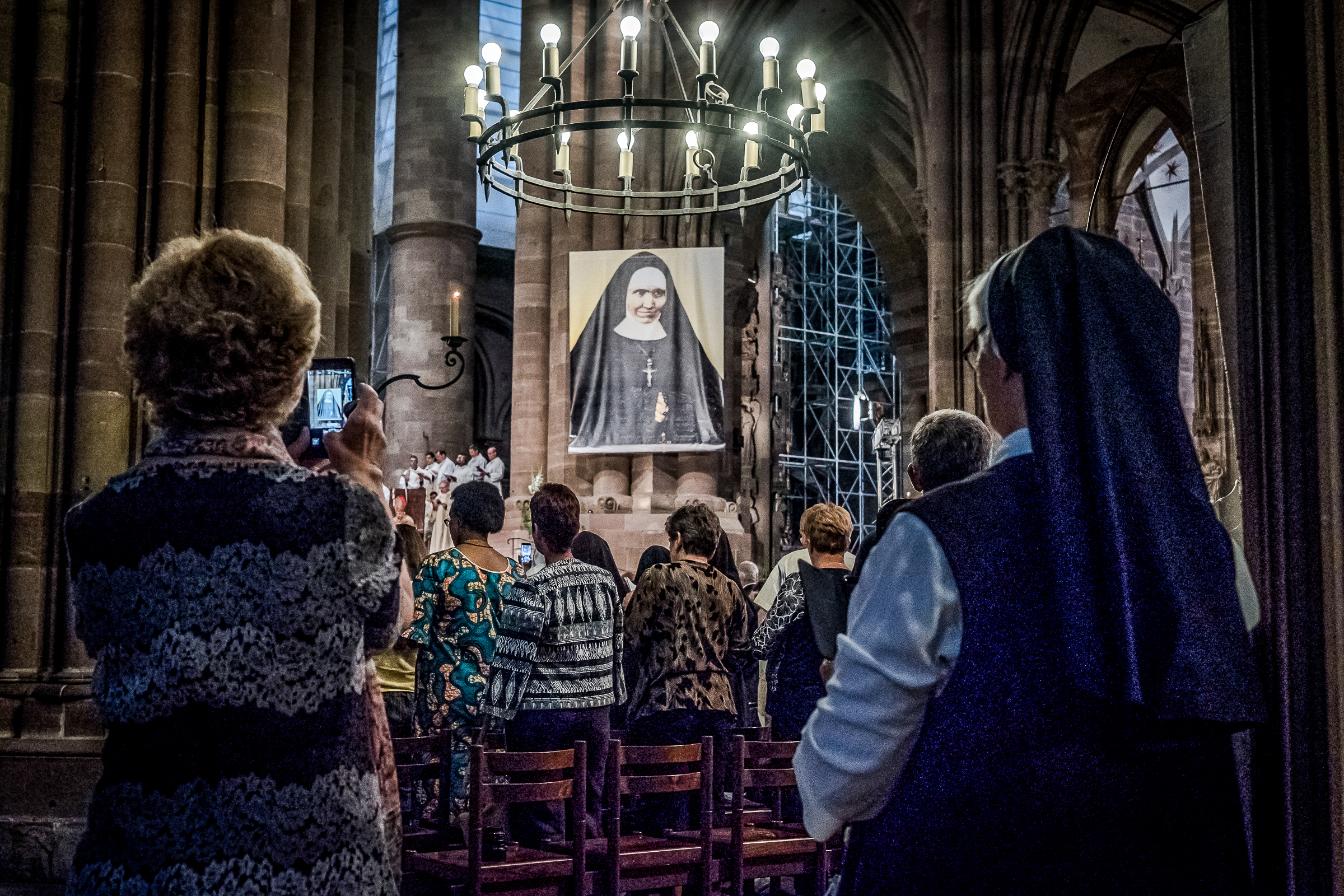
Blahořečení Élisabeth Eppinger v katedrále Notre-Dame v Štrasburku dne 9. září 2018

Na záměru založení nové kongregace usilovně pracovala a dne 28. srpna 1849 byla kongregace Sester Nejsvětějšího Spasitele jí založena. Spolu se svými společnicemi do ní následně sama vstoupila a byla zvolena její první generální představenou. Nedlouho poté bylo založení kongregace diecézně schváleno. Své řeholní sliby složila dne 2. ledna 1850 a přijala řeholní jméno Alphonse-Marie. Roku 1866 obdržela kongregace také papežské potvrzení o svém založení. Kongregace se rychle rozrůstala, kdy roku 1866 měla asi 1863 700 členek, žijících v 83 řeholních domech.

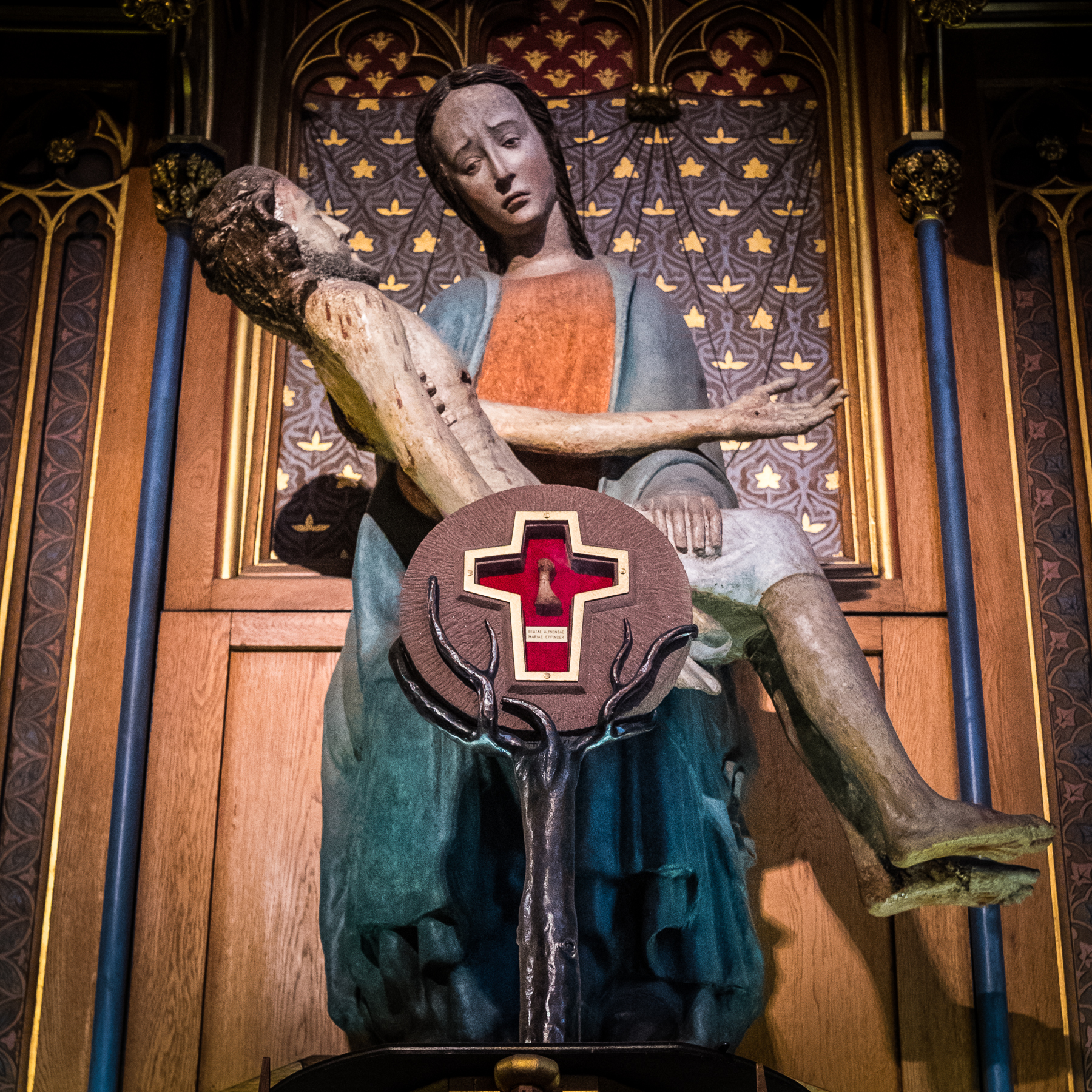
Relikviář s její relikvií v katedrále Notre-Dame v Štrasburku

Zemřela dne 31. července 1867 ve své rodné obci. Její ostatky byly dne 8. listopadu 1950 exhumovány.

## Úcta
Její beatifikační proces byl zahájen dne 30. srpna 2005, čímž obdržela titul služebnice Boží. Dne 19. prosince 2011 ji papež Benedikt XVI. podepsáním dekretu o jejích hrdinských ctnostech prohlásil za ctihodnou. Dne 27. ledna 2018 byl uznán zázrak na její přímluvu, potřebný pro její blahořečení.
Blahořečena pak byla dne 9. září 2018 v katedrále Notre-Dame ve Štrasburku. Obřadu předsedal jménem papeže Františka kardinál Giovanni Angelo Becciu.
Její památka je připomínána 9. září. Bývá zobrazována v řeholním oděvu. Je patronkou jí založené kongregace.